# Parábola do amigo inoportuno

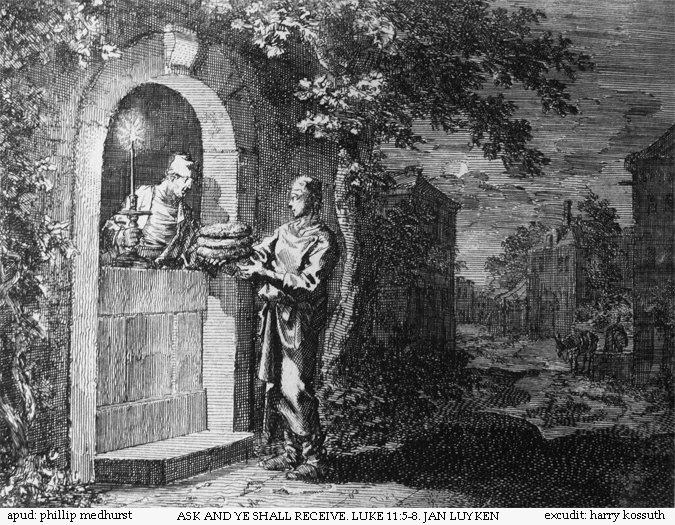
Ilustração da parábola

A Parábola do amigo inoportuno (ou Amigo fora de hora)[carece de fontes?] é uma conhecida Parábola de Jesus. No entanto, ela aparece em apenas um dos evangelhos canônicos do Novo Testamento. De acordo com Lucas 11:5–8, um amigo que é um tanto sem compaixão, eventualmente, concorda ajudar o próximo, devido a suas demandas persistentes.
Esta parábola demonstra aos cristãos a necessidade de orar e nunca desistir. É semelhante à Parábola do juiz iníquo.

## Narrativa
| “ | «Disse-lhe mais: Se um de vós tiver um amigo e for procurá-lo à meia-noite e lhe disser: Amigo, empresta-me três pães, porque um amigo meu acaba de chegar à minha casa de uma viagem, e nada tenho para lhe oferecer; e se do interior o outro lhe responder: Não me incomodes; a porta já está fechada, eu e meus filhos estamos deitados; não posso levantar-me para tos dar. Digo-vos: Embora não se levante para lhos dar por ser seu amigo, ao menos por causa da sua importunação se levantará e lhe dará quantos pães precisar.» (Lucas 11:5–8) | ” |

## Interpretação
Esta parábola aparece no Evangelho de Lucas imediatamente após Jesus ensinar o Pai Nosso, e pode, portanto, ser visto como uma continuação de Jesus ensinando seus discípulos a orar, enquanto os versos que seguem ajudam a explicar o significado da parábola.
Joel B. Green sugere que a pergunta que abre a parábola ("Qual de vocês que tem um amigo ...?" também expresso como" Você pode imaginar ...?") se destina a ser respondida como um enfático "Não!", já que nenhum amigo se recusariam a ajudar em tais circunstâncias. No entanto, Jesus continua a salientar que mesmo que a amizade não fosse uma motivação grande o suficiente, a ajuda ainda estaria próxima. Tal como acontece com os versículos 9-13, a parábola é, portanto, um incentivo para orar. A parábola do juiz iníquo tem um significado similar.
Cristo alenta o fervor e a constância na oração. Os cristãos devem ir pelo que necessitam, como faz o homem que ajuda a seu vizinho ou amigo, que é bem com ele. vamos por pão; porque é o necessário. Se Deus não responde rapidamente as orações, o fará a seu devido tempo, se continuar rezando.
Vejam acerca de que rezar: deve-se pedir o Espírito Santo, não só por necessário para rezar bem, senão porque todas as bênçãos espirituais estão incluídas nisso.  Porque pelo poder do Espírito Santo se conduz a Deus e ao arrependimento, a crer em Cristo e a amá-lo; assim sendo consolados neste mundo e destinados para a felicidade no próximo. Deus Pai está pronto para outorgar todas estas bênçãos a cada um que as peça, mais que um pai ou mãe terreno está disposto a dar comida a um menino faminto. Esta é a vantagem da oração de fé: que acalma e fixa o coração em Deus.
Os temas principais podem ser divididos da seguinte forma:
- Pelo que orar (vv. 2-4).
- A importância da perseverança (vv. 5-10).
- A certeza de uma resposta positiva por causa do amor e bondade de Deus (vv. 9-13).
- O supremo dom do Espírito Santo, que é a fonte e poder para toda a oração correta (v. 13b; veja Romanos 8:26–27).[5]